# Ernst Bertele
Ernst Bertele (* 6. März 1921; † nach 1962) war ein deutscher Fußballspieler.

## Sportlicher Werdegang
Nach dem Zweiten Weltkrieg gehörte Bertele der Mannschaft der TSG Ulm 1846 an, die 1946 als Meister der Landesliga Württemberg in die Oberliga Süd aufstieg. Dort platzierte er sich mit dem Klub im hinteren Tabellenmittelfeld. Die Mannschaft, in der auch Toni Turek, der Weltmeister von 1954, spielte (von 1947 bis 1950), musste am Ende der Spielzeit 1948/49 gegen den punktgleichen BC Augsburg in einem Entscheidungsspiel um den Klassenerhalt kämpfen, da der – bessere – Torquotient gemäß damaliger Regularien kein Entscheidungskriterium darstellte. Knapp zwei Wochen nachdem schon der bayerische Klub sein Heimspiel in der regulären Serie gewonnen hatte, stieg Bertele mit seinen Mannschaftskollegen nach einer 0:1-Niederlage auf neutralem Platz in Frankfurt erneut in die Landesliga ab. Hier glückte als Meister die direkte Wiederkehr, nach einer Verletzung musste Bertele jedoch nach 99 Oberligapartien 1953 seine aktive Karriere beenden.
Später reüssierte Bertele als Trainer im schwäbischen Amateurfußball. Dabei machte er mit dem FC Burlafingen Schlagzeilen, als er mit dem Viertligisten im November 1962 seinen seinerzeit erstklassig spielenden Ex-Verein TSG Ulm 1846 in der ersten Runde des DFB-Pokals 1962/63 mit einem 3:2-Erfolg aus dem Wettbewerb warf.
Hauptberuflich war Bertele Spediteur, unter anderem gehörte der spätere Ulmer Oberligaspieler Karl Schneiderhan zu seinen Angestellten.